# Das Jenke-Experiment

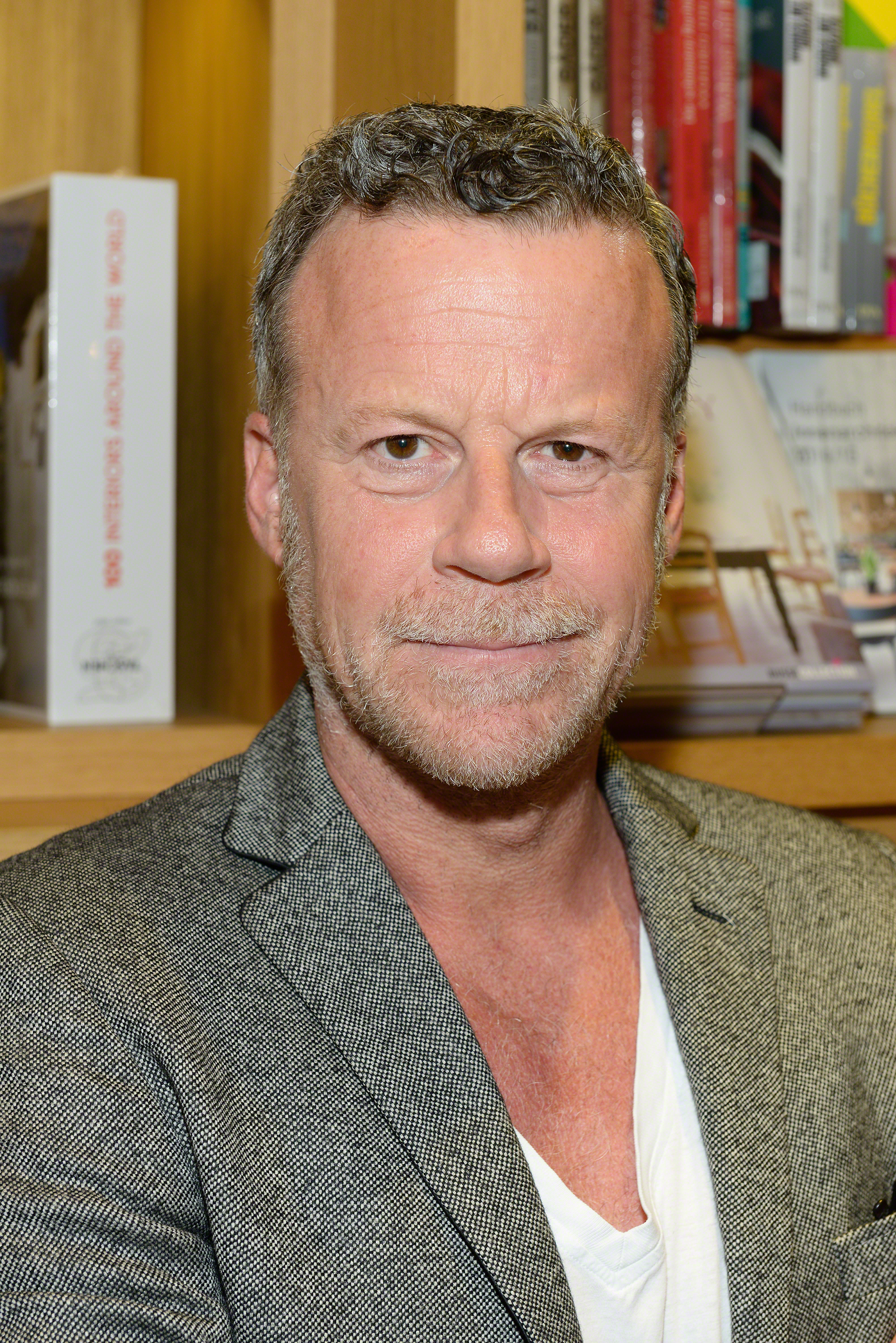
Jenke von Wilmsdorff (2014)

Das Jenke-Experiment (Untertitel: Der macht das wirklich) war eine Dokumentationsfilmreihe des deutschen Fernsehsenders RTL, in der der Extra-Reporter Jenke von Wilmsdorff in Selbstversuchen gesellschaftliche Themen wie beispielsweise Alkoholmissbrauch oder Armut am eigenen Leib ausprobiert hat.

## Geschichte
Nachdem Jenke von Wilmsdorff in der RTL-Sendung Extra – Das RTL-Magazin die Rubrik Das Jenke-Experiment moderierte, in der er im Selbstversuch unter anderem die Folgen wochenlanger Fehlernährung aufzeigte oder eine Woche lang die Rolle einer alleinerziehenden Mutter übernahm, kamen Überlegungen auf, daraus eine eigene Sendung zu machen.
Am 11. März 2013 begann schließlich die Ausstrahlung der ersten Staffel der RTL-Doku-Reihe Das Jenke-Experiment. Dort unternahm von Wilmsdorff vier Selbstversuche zu den Themen Alkoholmissbrauch, Armut, Leben als Frau und Alter. In der Episode Leben als Frau hatte Daniela Katzenberger einen Gastauftritt.
Ab 17. März 2014 lief die zweite Staffel von Das Jenke-Experiment, in der es in vier Folgen um die Themen illegale Drogen (Marihuana), ein Leben im Rollstuhl, den Tod und Behinderungen geht. Anders als in der ersten Staffel wurden für die Auswahl der Themen die Zuschauer einbezogen, welche über das Internet Themenvorschläge einreichen konnten.
Eine dritte Staffel mit vier weiteren Folgen startete im Februar 2015. In diesen Folgen wurden die Themen Stress, Körperkult, Massentierhaltung und Organspende behandelt.
Im Herbst 2016 wurde eine vierte Staffel ausgestrahlt, die erneut aus vier Experimenten bestand und ab Dezember 2015 in Produktion ging. Die behandelten Themen sind Drogen (wie LSD), Einzelhaft, Demenz und extremer Hunger.
Eine weitere Episode wurde im Oktober 2018 um 20:15 Uhr ausgestrahlt. Sie beschäftigt sich mit der Nikotinsucht von Wilmsdorffs und dokumentiert seine Versuche, das Rauchen aufzugeben.
Im Mai 2020 wechselte Jenke zu Pro7. Dort wurden weitere Folgen ausgestrahlt, unter anderem über den Klimawandel („Jenke. Das Klima-Experiment“), Ernährung („Jenke. Das Food-Experiment. Was essen wir wirklich?“) und Psyche („Jenke-Experiment Psyche: Wie depressiv ist Deutschland?“).

## Episoden
| Nr. | Ausstrahlung  | Thema                                                  | Zuschauer | Zuschauer       | Marktanteil | Marktanteil     | Quelle |
| Nr. | Ausstrahlung  | Thema                                                  | Gesamt    | 14 bis 49 Jahre | Gesamt      | 14 bis 49 Jahre | Quelle |
| --- | ------------- | ------------------------------------------------------ | --------- | --------------- | ----------- | --------------- | ------ |
| 1   | 11. März 2013 | Alkohol                                                | 4,25 Mio. | 2,39 Mio.       | 13,4 %      | 19,1 %          | [ 10 ] |
| 2   | 18. März 2013 | Altern                                                 | 3,80 Mio. | 2,10 Mio.       | 12,0 %      | 16,3 %          | [ 11 ] |
| 3   | 25. März 2013 | Armut                                                  | 4,08 Mio. | –               | 13,2 %      | 16,8 %          | [ 12 ] |
| 4   | 8. Apr. 2013  | Leben als Frau                                         | 3,76 Mio. | –               | 11,7 %      | 16,7 %          | [ 13 ] |
|     |               |                                                        |           |                 |             |                 |        |
| 5   | 17. März 2014 | Cannabis                                               | 3,78 Mio. | 2,20 Mio.       | 12,3 %      | 18,5 %          | [ 14 ] |
| 6   | 24. März 2014 | Rollstuhl                                              | 3,68 Mio. | 2,12 Mio.       | 12,1 %      | 18,0 %          | [ 15 ] |
| 7   | 31. März 2014 | Tod                                                    | 3,58 Mio. | 1,94 Mio.       | 11,5 %      | 16,5 %          | [ 16 ] |
| 8   | 7. Apr. 2014  | Leben mit Handicap                                     | 3,20 Mio. | 1,73 Mio.       | 11,0 %      | 15,8 %          | [ 17 ] |
|     |               |                                                        |           |                 |             |                 |        |
| 9   | 16. Feb. 2015 | Stress                                                 | 2,96 Mio. | 1,62 Mio.       | 9,5 %       | 14,1 %          | [ 18 ] |
| 10  | 23. Feb. 2015 | Körperkult                                             | 3,19 Mio. | 1,58 Mio.       | 10,3 %      | 13,7 %          |        |
| 11  | 2. März 2015  | Massentierhaltung                                      | 2,87 Mio. | 1,33 Mio.       | 9,4 %       | 11,8 %          | [ 19 ] |
| 12  | 9. März 2015  | Organspende                                            | 2,45 Mio. | 1,27 Mio.       | 8,1 %       | 11,3 %          |        |
|     |               |                                                        |           |                 |             |                 |        |
| 13  | 5. Sep. 2016  | Drogen                                                 | 3,88 Mio. | 2,44 Mio.       | 14,2 %      | 24,8 %          | [ 20 ] |
| 14  | 12. Sep. 2016 | Demenz                                                 | 2,90 Mio. | 1,60 Mio.       | 11,0 %      | 16,7 %          | [ 21 ] |
| 15  | 19. Sep. 2016 | Gefängnis                                              | 3,40 Mio. | 1,78 Mio.       | 12,2 %      | 18,0 %          | [ 22 ] |
| 16  | 26. Sep. 2016 | Essstörung                                             | 3,39 Mio. | 1,98 Mio.       | 12,4 %      | 20,2 %          | [ 21 ] |
|     |               |                                                        |           |                 |             |                 |        |
| 17  | 8. Okt. 2018  | Nikotinsucht                                           | 2,69 Mio. | 1,65 Mio.       | 9,2 %       | 17,9 %          | [ 23 ] |
|     |               |                                                        |           |                 |             |                 |        |
| 18  | 23. Sep. 2019 | Plastik                                                | 2,54 Mio. | 1,56 Mio.       | 8,8 %       | 17,5 %          | [ 24 ] |
| 19  | 9. Dez. 2019  | Plötzlich ein Pflegefall – was vom Leben bleibt        | 2,55 Mio. | 1,47 Mio.       | 8,8 %       | 17,0 %          | [ 25 ] |
|     |               |                                                        |           |                 |             |                 |        |
| 20  | 2. März 2020  | Tiere lieben, Tiere essen – wieviel Fleisch muss sein? | 2,50 Mio. | 1,46 Mio.       | 8,3 %       | 17,3 %          | [ 26 ] |

Zusammenschnitte der älteren Experimente aus der Sendung Extra wurden ab Juni 2014 als eigene Sendungen auf dem Spartenkanal RTL Living ausgestrahlt. Mit 14,2 % Gesamtmarktanteil und 24,8 % Marktanteil in der werberelevanten Zielgruppe erreichte die Folge mit dem Thema Drogen (5. September 2016) die höchsten Einschaltquoten.
Die neueren Folgen, ausgestrahlt bei Pro7, sind in dieser Tabelle nicht enthalten.
Fortsetzung auf ProSieben
Nach dem Wechsel zu ProSieben im Mai 2020 wurde das Format unter dem Titel „JENKE.“ mit Schwerpunkt auf Selbstversuchen fortgeführt. Bis Mitte 2025 sind insgesamt neun neue Einzelfolgen erschienen:
| Nr. | Titel / Thema                                     | Datum        | Beschreibung                                                                                 |
| 1   | Das Schönheits‑Experiment – Für immer jung        | 30. Nov 2020 | Jenke versucht, in 100 Tagen jünger auszusehen, mit kosmetischen und chirurgischen Methoden. |
| 2   | Das Shopping‑Experiment – Macht Kaufen glücklich? | 30. Aug 2021 | Minimalistischer Selbstversuch mit nur 100 Gegenständen.                                     |
| 3   | Das Food‑Experiment – Belastete Lebensmittel      | 1. Nov 2021  | Fokus auf Schadstoffe in Lebensmitteln, zweiwöchiger Selbsttest.                             |
| 4   | Experiment Psyche – Isolation                     | 2. Mai 2022  | Jenke testet psychologische Wirkungen von sozialer Isolation.                                |
| 5   | Das Klima‑Experiment                              | 3. Okt 2022  | Simulation eines Lebens im Jahr 2050 unter veränderten Klimabedingungen.                     |
| 6   | Das Zucker‑Experiment – 1 kg Zucker pro Tag       | 27. Nov 2023 | Extreme Untersuchung der Auswirkungen auf Gesundheit & Blutwerte.                            |
| 7   | Experiment Liebe – KI/virtuelle Beziehungen       | 21. Mai 2024 | Untersuchung zu emotionalen Bindungen zu Maschinen.                                          |
| 8   | Alltagsdrogen – Koffein, Ritalin, Psilocybin      | 21. Okt 2024 | Test von legalen und kontrollierten Substanzen im Alltag.                                    |
| 9   | Experiment Unsterblich                            | 28. Apr 2025 | Longevity-Experiment gemeinsam mit Sohn Jánik: Anti‑Aging‑Maßnahmen                          |

## Auszeichnungen
Am 18. Oktober 2012 wurde Das Jenke-Experiment: Jenke als alleinerziehende Mutter mit dem vom niedersächsischen Ministerium für Soziales, Gesundheit und Gleichstellung verliehenen Juliane-Bartel-Preis 2012 in der „Kategorie Fernsehen – Dokumentation, Reportage, Feature, Magazinbeitrag, länger als 10 min“ ausgezeichnet. In der siebenteiligen Serie, die innerhalb der Sendung Extra ausgestrahlt wurde, übernahm von Wilmsdorff eine Woche lang die Rolle einer alleinerziehenden Mutter.
Das Jenke-Experiment gewann 2013 den Quotenmeter-Fernsehpreis in der Kategorie Beste Reportagereihe. 2014 wurde die Sendung in der Kategorie Bestes Dokutainment für den Deutschen Fernsehpreis nominiert, 2016 und 2017 folgten weitere Nominierungen. 2019 gewann von Wilmsdorff schließlich den Deutschen Fernsehpreis in der Kategorie Bestes Infotainment unter anderem auch für Das Jenke-Experiment.